# 秀ノ山部屋
秀ノ山部屋（ひでのやまべや）は、日本相撲協会所属で二所ノ関一門の相撲部屋。この記事では、かつて存在した同名の相撲部屋についても説明する。

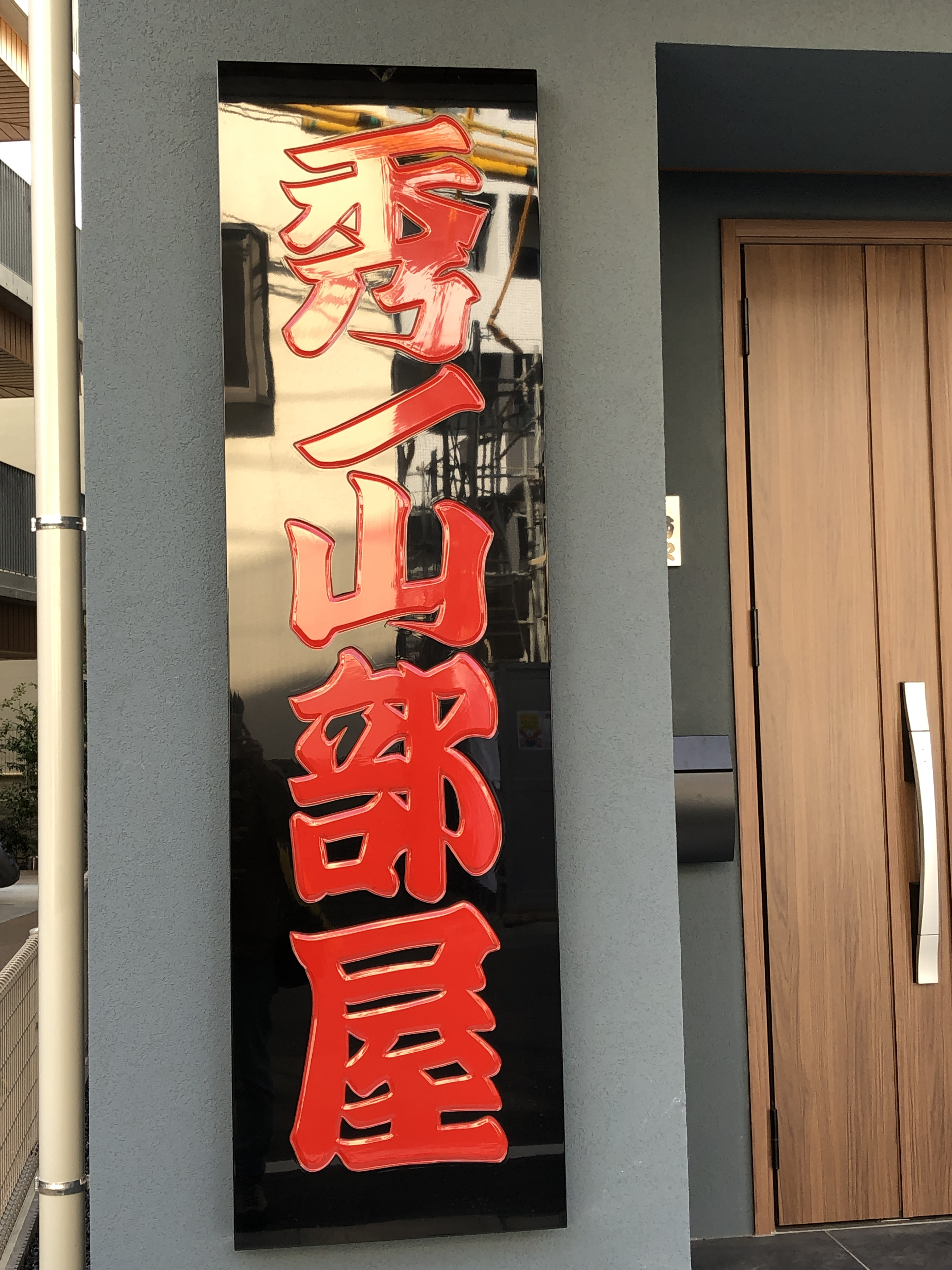

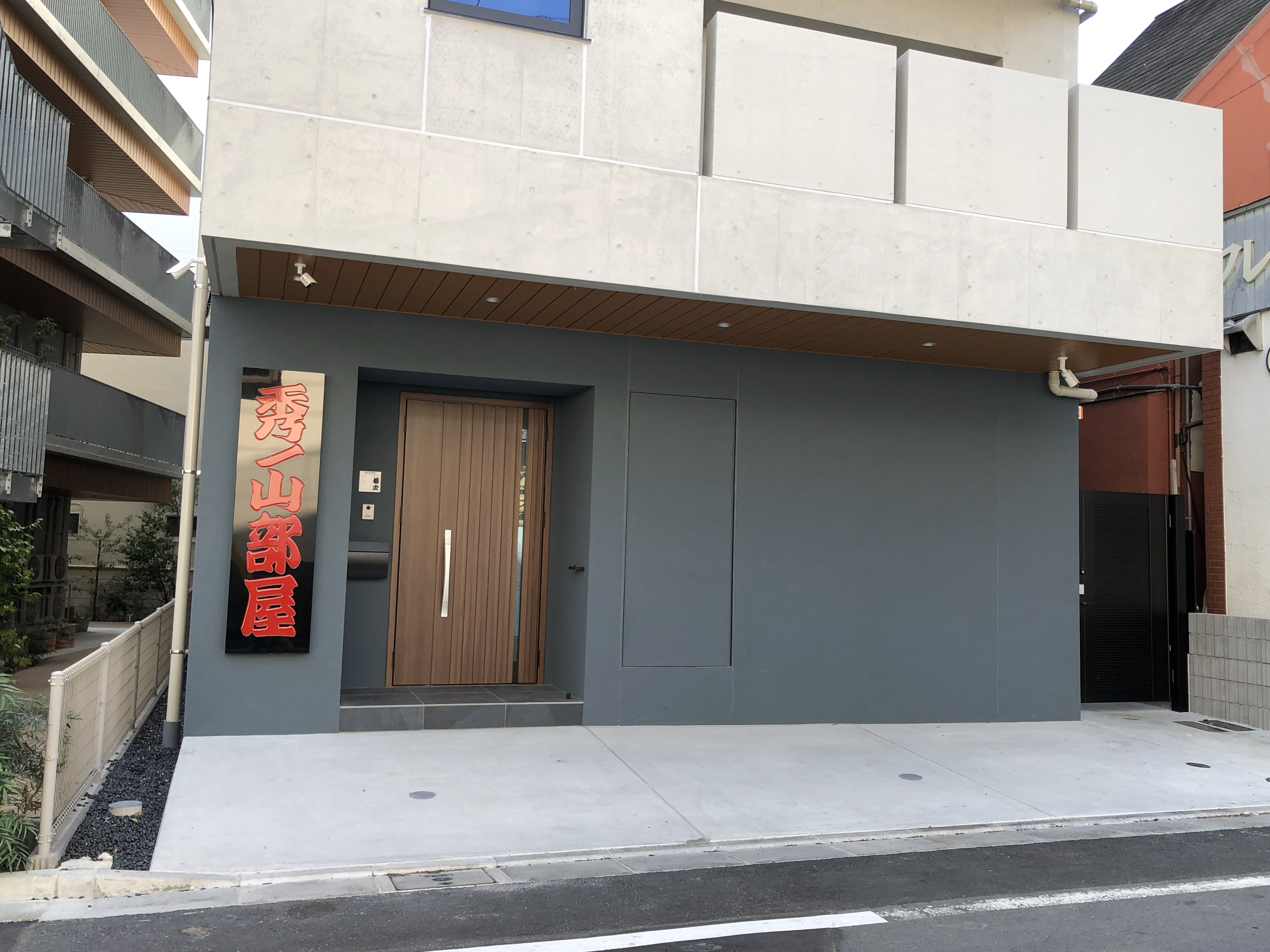

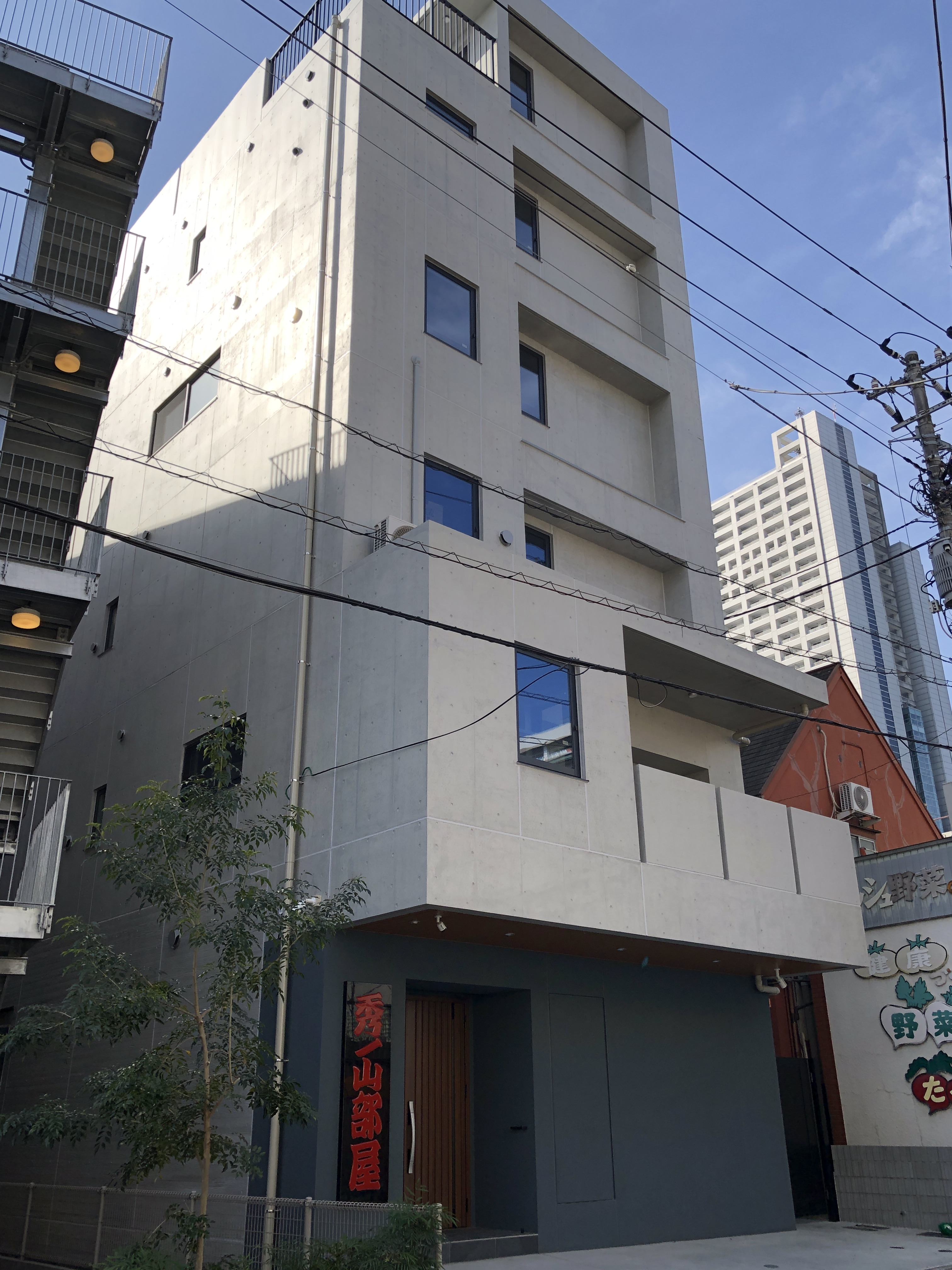

## 歴史
2020年（令和2年）11月場所中に現役を引退した元大関・琴奨菊は、年寄・14代秀ノ山を襲名して佐渡ヶ嶽部屋付きとして後進の指導に当たったが、2024年9月26日に開かれた日本相撲協会の理事会で、同年10月19日付で力士4人を連れて独立し秀ノ山部屋を新設することが承認された。これにより「秀ノ山部屋」の名称は110年ぶりに復活した。
同年11月に部屋の建物が完成。5階建てで最上階が親方家族の住居、1階が稽古場で、2 - 4階に力士の居室（大部屋）や関取用の個室、ちゃんこ場、トレーニングルームなどが設けられる。

## 所在地
- 東京都墨田区東向島4丁目2番9号
- 東武スカイツリーライン東向島駅徒歩8分[3]

## 師匠
- 14代：秀ノ山和弘（ひでのやま かずひろ、大関・琴奨菊、福岡県）

## 旧・秀ノ山部屋
柏戸部屋所属の和哥浦が二枚鑑札で襲名し、四股名も秀ノ山傳治郎と改めた。二所ノ関部屋や佐野山部屋より弟子を一時預かった（大関秋津風音右エ門、大関四賀峰東吉など）。自身の弟子では大木戸森之助、大岬丈右衛門、源氏山吉太夫の3人の大関を輩出している。文政6年（1823年）7月に初代秀ノ山（元小結・秀ノ山傳治郎）が死去。その後部屋の元大関源氏山吉太夫が継承した。
源氏山の弟子からは第9代横綱秀の山雷五郎が誕生した。天保15年（1844年）4月に2代秀ノ山（元大関・源氏山）が死去。後を秀の山が継いだ。その後を元十両で、すでに若松を襲名し独立していた大江山源治が継ぎ、文久3年（1863年）11月から幕内鹿嶋灘鰐右エ門が二枚鑑札で襲名した。弟子の中から達ヶ関森右エ門、天津風雲右エ門らが育った。明治26年（1893年）8月に5代秀ノ山（元幕内・鹿嶋灘）が亡くなると幕内天津風が二枚鑑札で跡を継いだ。天津風は明治41年（1908年）1月を以って引退し年寄専務となった。その後幕内男嶌舟藏を育てる。大正3年（1914年）9月に6代秀ノ山（幕内・天津風）が死去。その当時幕内から陥落していた男嶌ら所属力士は出羽ノ海部屋へ移籍した。